# Teatro Nacional Habima

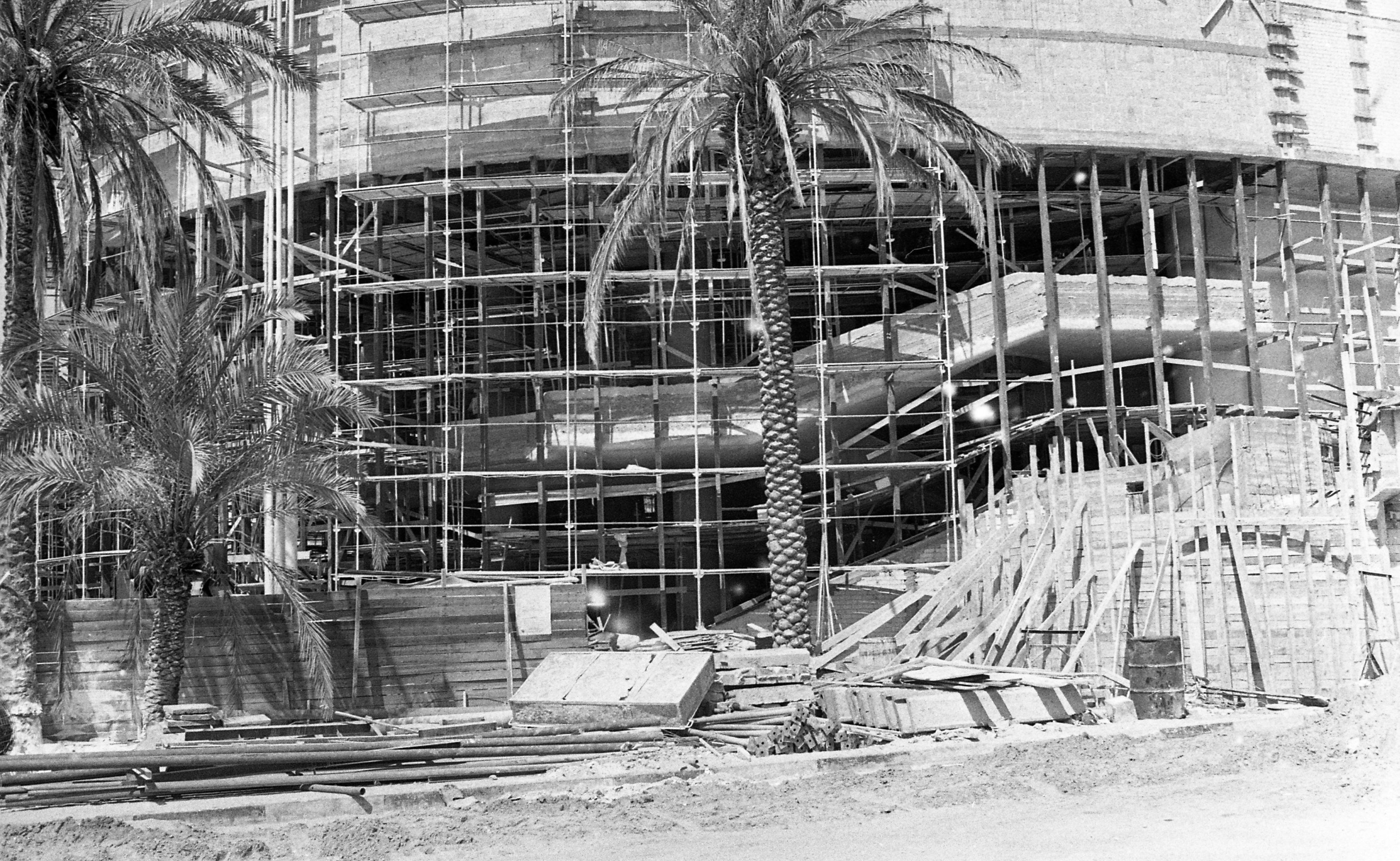
Teatro Habima en renovación 1969

El Teatro Nacional Habima (en hebreo: הבימה - התיאטרון הלאומי; habima significa "la escena") es el teatro nacional de Israel y uno de los primeros teatros que llevó a la escena piezas tanto en idioma ídish como en hebreo. Se encuentra en la Plaza Habima, en el centro de la ciudad de Tel Aviv.
Habima fue fundado por Nahum Zemach en Moscú poco después de la revolución de 1905. Debido a que sus actuaciones fueron en hebreo y se ocupaba de los problemas de la gente judía, especialmente la persecución del gobierno zarista.
En 1945, la compañía construyó un edificio en Tel Aviv, que fue ocupado antes de su finalización. Habima ha sido oficialmente considerado el teatro nacional de Israel desde 1958, año en el que recibió el Premio Israel de teatro.
En enero de 2012, el teatro reabrió después de cuatro años y medio de renovaciones. Arquitecto Ram Karmi fue el encargado de rediseñar el edificio histórico.